# Nada Pode Me Parar
"Nada Pode Me Parar" é o sexto álbum de estúdio do rapper brasileiro Marcelo D2. O álbum foi lançado no dia 5 de Maio de 2013 pela EMI Music Brasil, sendo escrito pelo próprio Marcelo D2. O álbum inclui samples de artistas variados como Milton Nascimento, Ivan Lins e Raul Seixas, e participações de artistas nacionais e internacionais como, Sain & Helio Bentes, Shock, Batoré, Akira Presidente, Like, Aloe Black e do filho Stephan. Todas as 15 faixas do álbum receberam videoclipes oficias gravados no Brasil e exterior, e disponibilizados no Youtube. O álbum teve a faixa "Está Chegando a Hora (Abre Alas)" com single de divulgação do trabalho.. O disco teve produção de Mario Caldato Jr.

## Antecedentes
Inicialmente o álbum tinha lançamento previsto para 2012, porem devido um turnê que o rapper realizou com o Planet Hemp, com isso o lançamento do disco foi adiado para depois do carnaval.
| “ | Uniu visões diferentes - eu, uma brasileira New Yorker, e o Marcelo, um carioca da Zona Norte - trazendo referências de todos os cantos. Eu já viajei muito e o Marcelo também e acho que tanto as músicas quanto os clipes tiveram influência de nossa visão sobre o mundo" | ” |

| “ | Outra particularidade do projeto foi que a gente filmou os clipes em paralelo com o disco. E assim os processos se fundiram, se retroalimentaram. Acho que tudo isso trouxe um olhar único pro projeto e uma estética bastante rica do ponto de vista cinematográfico | ” |

## Sobre o álbum

### Conceito
"Nada Pode Me Parar" tem conceito de seus álbuns anteriores, "A Procura da Batida Perfeita", "Meu Samba É Assim", "A Arte do Barulho" e "Marcelo D2 Canta: Bezerra da Silva" que tinham como influencia maior com o Samba, Nesse D2 volta as origens do Planet Hemp.

### Participações
O álbum conta com as participações de Aloe Black na faixa "Danger Zone", Sain & Helio Bentes em "Eu já sabia", Like na canção "Livre", Shock , Batoré & Akira Presidente em "Fella" e de Joya Bravo na canção "Feeling Good".

## Lista de faixas
| N.º | Título                                          | Duração |  |
| 1.  | "MD2 (A Sigla no TAG)"                          | 2:41    |  |
| 2.  | "Danger Zone" (com Aloe Black)                  | 3:04    |  |
| 3.  | "Eu já sabia" (com Sain & Helio Bentes)         | 2:54    |  |
| 4.  | "Livre" (com Like & Raul Seixas)                | 3:25    |  |
| 5.  | "Você Diz Que o Amor Não Dói"                   | 2:52    |  |
| 6.  | "Fella" (com Shock , Batoré & Akira Presidente) | 2:42    |  |
| 7.  | "A Cara do Povo"                                | 2:39    |  |
| 8.  | "Feeling Good" (com Joya Bravo)                 | 3:16    |  |
| 9.  | "Madame Bomfume"                                | 0:38    |  |
| 10. | "Está Chegando a Hora (Abre Alas)"              | 2:48    |  |
| 11. | "Eu Tenho o Poder"                              | 2:46    |  |
| 12. | "Rio (Puro Suco)"                               | 2:59    |  |
| 13. | "4:20"                                          | 1:41    |  |
| 14. | "Na Veia"                                       | 4:28    |  |
| 15. | "Vou por Ai"                                    | 3:12    |  |